# Дејана Стефановић
Дејана Стефановић (рођена 5. јула 1997) је српска фудбалерка која игра на позицији дефанзивца и наступа за женску репрезентацију Србије.

## Каријера
Стефановић игра за репрезентацију Србије, наступала је за тим током циклуса квалификација за ФИФА светски куп 2019. године.